# Receptor 5-HT2B
Receptor 5-hydroksytryptaminy 2B (5-HT2B), receptor serotoniny 2B – białko kodowane u ludzi przez gen HTR2B. 5-HT2B należy do rodziny receptorów 5-HT2, które wiążą się z serotoniną (5-hydroksytryptaminą, 5-HT). Podobnie jak wszystkie receptory 5-HT2, receptor 5-HT2B jest sprzężony z białkiem Gq/G11,, odpowiedzialnym za dalszą transdukcję wyjściowego sygnału, co końcowo prowadzi do aktywacji fosfolipazy C.

## Rozmieszczenie tkankowe i funkcja
Odkryty po raz pierwszy w szczurzym żołądku, receptor 5-HT2B był początkowo trudny do opisania ze względu na jego strukturalne podobieństwo do innych receptorów 5-HT2, zwłaszcza 5-HT2C. Receptory 5-HT2C (którego podtypem jest receptor 5-HT2B) pośredniczą w wielu ośrodkowych i obwodowych fizjologicznych funkcjach serotoniny, która wpływa na układ sercowo-naczyniowy poprzez skurcz naczyń krwionośnych oraz poprzez zmianę kształtu płytek krwi. Serotonina wpływa też na ośrodkowy układ nerwowy (OUN) poprzez sensytyzację na bodźce czuciowe oraz pośredniczy w niektórych efektach halucynogennych pochodnych amfetaminy. Receptor 5-HT2B znajduje się w kilku obszarach OUN, w tym w polu podwzgórzowym grzbietowym, korze czołowej, przyśrodkowym ciele migdałowatym, a także oponach mózgowych. Jednak jego najważniejszą rolą jest działanie w obwodowym układzie nerwowym (PNS), gdzie utrzymuje żywotność i wydajność płatków zastawek serca.

### Funkcje w organizmie człowieka i innych zwierząt:

#### Ośrodkowy układ nerwowy
Inhibicja wychwytu serotoniny i dopaminy, skutki behawioralne.

#### Regulacja uwalniania serotoniny
Receptory 5-HT2B regulują uwalnianie serotoniny za pośrednictwem transportera serotoniny (5-HTT) i są ważne zarówno dla normalnej fizjologicznej regulacji poziomu serotoniny w osoczu krwi, jak i przy gwałtownym uwalnianiu serotoniny powodowanym przez substancje psychoaktywne takie jak MDMA. Aktywacja receptora 5-HT2B wydaje się chronić przed rozwojem zespołu serotoninowego w następstwie podwyższonego zewnątrzkomórkowego poziomu serotoniny, pomimo jego roli w modulowaniu uwalniania serotoniny.

#### Układ naczyniowy
Zwężenie naczyń płucnych.

#### Serce
Receptor 5-HT2B reguluje budowę i funkcje serca, jak wykazano na podstawie nieprawidłowego rozwoju serca obserwowanego u myszy pozbawionych receptora 5-HT2B. Nadmierna stymulacja tego receptora powoduje patologiczną proliferację fibroblastów zastawki serca, co prowadzi do występowania wad zastawkowych. Receptory te ulegają również nadekspresji w ludzkim niewydolnym sercu. Natomiast odkryto, że antagonisty receptorów 5- HT2B zapobiegają patologicznemu przerostowi serca wywołanemu zarówno angiotensyną II, jak i agonistami beta-adrenergicznymi u myszy.

## Znaczenie kliniczne
Niektóre badania wykazały znaczącą zależność pomiędzy agonizmem receptora 5-HT2B a występowaniem polekowej wady serca. Skandal Fen-Phen z lat 80. i 90. ujawnił kardiotoksyczne działanie agonizmu receptora 5-HT2B. Obecnie agonizm receptora 5-HT2B jest uważany za podstawę do wstrzymania badań klinicznych nad badanym związkiem.

## Ligandy
Strukturę receptora 5-HT2B ustalono za pomocą kardiotoksycznego kompleksu ergotaminy. Do roku 2009 odkryto kilka wysoce selektywnych ligandów receptora 5-HT2B, chociaż znanych jest wiele silnych nieselektywnych związków, zwłaszcza wykazujących jednocześnie powinowactwo do receptora 5-HT2C. Badania w tej dziedzinie są ograniczone ze względu na kardiotoksyczność agonistów 5-HT2B i brak jasnego zastosowania terapeutycznego antagonistów 5-HT2B, jednak nadal istnieje zapotrzebowanie na selektywne ligandy do badań naukowych.

### Agonisty
Selektywni
- BW-723C86[22] – prawie pełny agonista o znacznej selektywności. Wykazuje działanie przeciwlękowe in vivo[23]
- Ro60-0175[22] – selektywny w stosunku do 5-HT2A, silny agonista także w stosunku do 5-HT2B/C
- VER-3323 – selektywny dla 5-HT2B/C, jak i do 5-HT2A
- α-metylo-5-HT – umiarkowanie selektywny w stosunku do 5-HT2A/C
- 6-APB
- LY-266097 – stronniczy częściowy agonista na korzyść białka Gq, brak rekrutacji β-arestyny 2[24]

Nieselektywni
- Guanfacyna – agonista α2A, ale w stężeniach terapeutycznych wykazuje działanie agonistyczne wobec 5-HT2B[25].
- MDMA[26]
- MDA[26]
- 2,5-dimetoksy-4-amyloamfetamina[27]
- Pergolid[28]
- Kabergolina
- Norfenfluramina[22]
- Chlorfentermina
- Aminoreks
- Bromo-DragonFLY
- DMT
- 5-MeO-DMT
- LSD – o porównywalnym powinowactwie do ludzkich sklonowanych receptorów 5-HT2B i 5-HT2A[29]
- Psylocyna[29]
- Ksylometazolina
- Oksymetazolina
- Chinidyna
- Ropinirol
- Fenoldopam
- Lorkaseryna
- Metylergonowina
- Ergotamina
- Ergometryna

### Antagonisty
- Agomelatyna – głównie agonista receptorów MT1/MT2 dla melatoniny, wykazująca mniejszy antagonizm wobec 5-HT2B oraz 5-HT2C[30]
- Amisulpryd
- Aripiprazol
- Kariprazyna[31]
- Klozapina
- Cyproheptadyna
- 1-(3-Chlorofenylo)piperazyna (u ludzi)
- Sarpogrelat – mieszany antagonista wobec 5-HT2A/B
- Lizuryd – agonista dopaminy z klasy ergoliny, który jest również antagonistą 5-HT2B[32] i podwójny agonistą 5-HT2A/C[33]
- Tegaserod – głównie agonista 5-HT4, ale także antagonista 5-HT2B[34]
- RS-127,445[35] – wysokie powinowactwo; podtyp selektywny (1000×), selektywny w stosunku do co najmniej ośmiu innych typów 5-HTR; biodostępny doustnie
- Metadoksyna – antagonista 5-HT2B i modulator aktywności GABA[36]
- SDZ SER-082 – mieszany antagonista 5-HT2B/C
- Prometazyna[37]
- EGIS-7625 – wysoka selektywność względem 5-HT2A[38]
- PRX-08066
- SB-200,646
- SB-204,741
- SB-206,553 – mieszany antagonista 5-HT2B/C i PAM na α7 nAChR[39]
- SB-215,505[40]
- SB-228,357
- Terguryd – w podaniu doustnym, znaczny agonista receptora 5-HT2A oraz 5-HT2B
- LY-266,097
- LY-272,015

## Możliwe zastosowania
Antagonisty 5-HT2B byli wcześniej rozważani w leczeniu migrenowych bólów głowy, a lek RS-127,445 był testowany na ludziach do fazy I dla tego wskazania, ale jego badania nie były kontynuowane. Nowsze badania skupiły się na możliwym zastosowaniu antagonistów 5-HT2B w leczeniu przewlekłych chorób serca. Badania potwierdzają, że receptory serotoninowe 5-HT2B wpływają na regenerację wątroby. Antagonizm 5-HT2B może osłabiać fibrogenezę i poprawiać czynność wątroby w modelach choroby, w których zwłóknienie jest wcześniej rozpoznane i ma postępujący charakter.